# Bill Goldsworthy
William Alfred „Bill“ Goldsworthy (* 24. August 1944 in Waterloo, Ontario; † 29. März 1996 in Minneapolis, Minnesota, USA) war ein kanadischer Eishockeyspieler (Rechtsaußen) und -trainer, der von 1964 bis 1979 für die Boston Bruins, Minnesota North Stars und New York Rangers in der National Hockey League sowie die Indianapolis Racers und Edmonton Oilers in der World Hockey Association spielte.

## Karriere
Während seiner Juniorenzeit spielte er bei den Niagara Falls Flyers in der OHA. Mit Spielern wie Jean Pronovost, Derek Sanderson, Bernie Parent und Rick Ley war das Juniorenteam sehr stark besetzt und konnte nach einem erfolglosen Anlauf 1963 den Memorial Cup 1965 gewinnen. Die Flyers waren ein Juniorenteam der Boston Bruins, die ihn in der Saison 1964/65 auch für zwei Spiele in die NHL holten.
Bis zur Saison 1966/67 glang ihm der Durchbruch bei den Bruins nicht. Oft spielte er für die Oklahoma City Blazers in der Central Professional Hockey League und die Buffalo Bisons in der American Hockey League.
1967 wurde die NHL erweitert und beim NHL Expansion Draft 1967 holten ihn die Minnesota North Stars in ihren Kader. Hier erkämpfte er sich einen Stammplatz und konnte gleich im ersten Jahr positiv auffallen. Mit 15 Punkten war er der erfolgreichste Scorer der Playoffs. In der Saison 1969/70 machte er einen großen Schritt. Nach zwei Spielzeiten mit je 14 Toren erzielte er nun 36 Treffer. Die Fans freuten sich besonders über seinen Torjubel, den Goldy Shuffle. Er vertrat die North Stars im NHL All-Star Game und wurde in den Kader des NHL-Teams bei der Summit Series 1972 berufen. Hierbei kam er dreimal zum Einsatz und erzielte auch einen Treffer. In einer Reihe mit Dennis Hextall und Danny Grant war er stets einer der Topscorer seines Teams.
In Minnesota baute man das Team um und gab ihn im November 1976 an die New York Rangers ab. Nachdem er dort nicht an frühere Leistungen anknüpfen konnte, wechselte er zu den Indianapolis Racers in die WHA. Nach einem Jahr wurde er im Tausch für Juha Widing zu den Edmonton Oilers geschickt. Nachdem seine Karriere mit einigen zukünftigen Stars in seinem Team begonnen hatte, endete sie mit dem jungen Wayne Gretzky bei den Oilers.
Am 15. Februar 1992 ehrten ihn die Minnesota North Stars, indem sie seine Trikotnummer 8 an keinen Spieler mehr vergeben.
In den 1990er Jahren trainierte er die San Antonio Iguanas in der CHL. Abseits des Eises hatte er Alkoholprobleme und bei ihm wurde eine HIV-Infektion festgestellt. 1996 starb er an Aids.

## Sportliche Erfolge
- Memorial Cup: 1965

### Persönliche Auszeichnungen
- Teilnahme am NHL All-Star Game: 1970, 1972, 1974 und 1976